# Hydaticus humeralis
Hydaticus humeralis är en skalbaggsart som beskrevs av Régimbart 1895. Hydaticus humeralis ingår i släktet Hydaticus och familjen dykare. Inga underarter finns listade i Catalogue of Life.